# Pseudotypocerus ater
Pseudotypocerus ater är en skalbaggsart som beskrevs av Chemsak och Linsley 1981. Pseudotypocerus ater ingår i släktet Pseudotypocerus och familjen långhorningar.
Artens utbredningsområde är Costa Rica. Inga underarter finns listade i Catalogue of Life.